# Hannivka, Novoukraiinka
Hannivka (în ucraineană Ганнівка) este localitatea de reședință a comunei Hannivka din raionul Novoukraiinka, regiunea Kirovohrad, Ucraina.

## Demografie
Componența lingvistică a localității Hannivka
     Ucraineană (95,74%)
     Rusă (3,07%)
     Română (1,18%)
Conform recensământului din 2001, majoritatea populației localității Hannivka era vorbitoare de ucraineană (95,74%), existând în minoritate și vorbitori de rusă (3,07%) și română (1,18%).